# Леймане, Лидия Аугустовна
Лидия Аугустовна Леймане (в девичестве — Гайле; род. 16 июля 1922) — советская легкоатлетка (прыжки в длину). Мастер спорта СССР. Призёрша чемпионата Европы и чемпионатов СССР.

## Биография
Выступала на легкоатлетических соревнованиях с 1942 года.
Член рижского общества «Динамо».
Трижды становилась призёршей чемпионатов СССР в прыжках в длину (1945 — бронза, 1946 — золото, 1947 — бронза).
В составе сборной СССР отправилась на первый официальный выезд советских легкоатлетов на чемпионат Европы, который состоялся августе 1946 года в Осло (Норвегия). На соревновании спортсменка прыгнула на 5,66 метра, завоевав серебро, уступив победу представительнице Нидерландов Герде ван дер Каде-Каудейс.
Являлась тренером легкоатлеток Айи Барбане и Ирены Каусе.